# NGC 6902A/1
NGC 6902A/1 је спирална галаксија у сазвежђу Стрелац која се налази на NGC листи објеката дубоког неба.
Деклинација објекта је - 44° 16' 14" а ректасцензија 20h 23m 0,4s. Привидна величина (магнитуда) објекта NGC 6902 износи 13,8 а фотографска магнитуда 14,4. NGC 6902A1 је још познат и под ознакама ESO 285-4, MCG -7-41-32, AM 2019-442, PGC 64575.